# Кривокапић
Кривокапић је српско презиме у Црној Гори које се у мањој мери може наћи у Србији и Хрватској. У Црној Гори је 29. најчешће презиме.

## Познати људи
- Бојан Кривокапић (1986– ), српски позоришни, телевизијски и филмски глумац
- Борис Кривокапић (1958– ), српски правник
- Зоран Кривокапић (1955– ), српски хирург
- Милорад Кривокапић (1980– ), српски рукометаш
- Милош Кривокапић (1819–1907), црногорски војвода
- Бјелан Кривокапић (?-?), цуцки харамбаша
- Миодраг Кривокапић (1949– ), српски филмски и позоришни глумац
- Радован Кривокапић (1978– ), српски фудбалер
- Ранко Кривокапић (1961– ), црногорски политичар
- Здравко Кривокапић (1958–), црногорски политичар
- Радивоје Кривокапић (1953– ), српски рукометаш
- Оливера Кривокапић (1962– ), српска кошаркашица
- Мирко Кривокапић (1933–2017), српски германиста и универзитетски професор